# Beníto Guerra
Beníto Guerra Latapí  Jr., né le 25 mars 1985, est un pilote de rallye mexicain.

## Biographie

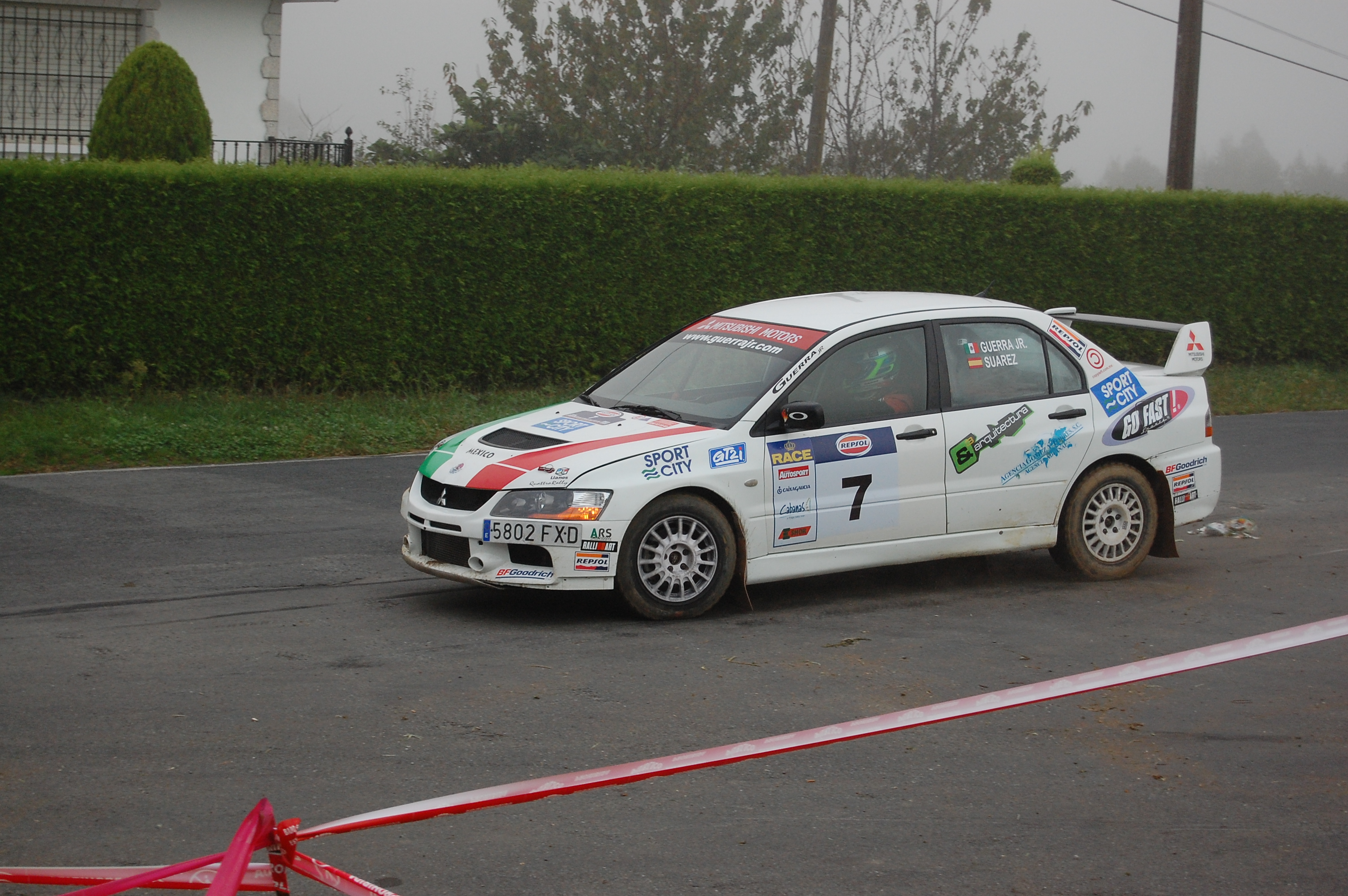
Beníto Guerra Jr. au rallye de Cabanas en 2008.

Dès l'âge de 12 ans, en 1997, le jeune Benito est assis aux côtés de son père, Benito Guerra Sr., pour terminer second de la catégorie 8 cylindres du Rallye Clásico Morelos, en série Vintage. Jusqu'à la fin de l'année 2007, son père et sa sœur copilote continueront d'ailleurs à participer ponctuellement au championnat mexicain.
Après avoir commencé ses propres courses de pilote de rallyes en 2004, au Rallye Cañadas régional mexicain (catégorie A7), Guerra Jr. passe dès la même année au cadre du championnat national, alors qu'il est pilote d'essais officiel du circuit Pegaso.
Il devient ensuite instructeur de la Pirelli Driving School en 2005 et 2006.
Ce pilote commence également une activité en WRC en 2006 avec le TP Motorsport Team, durant une saison sur Mitsubishi Lancer Evo VIII ... qui deviennent des versions IX et X personnelles peu après (le team Guerra Jr. de fait étant fondé dès 2007). Il se concentre sur le P-WRC en 2010, et remporte le titre mondial en 2012, sur Mitsubishi Lancer Evo X, avec Borja Rozada pour navigateur.
Ses copilotes ont été Javier Lozano, Marcelo Brizio, Gabriel Suarez, Daniel Cué, et enfin B.Rozada lors du titre planétaire.

## Palmarès (au 30/11/2013)

### Titres
- 3e du championnat des rallyes mexicain, catégorie A7: 2004;
- Champion de la Coupe Clio des Rallyes mexicains: 2005 (véhicule N7 en national);
- 3e du championnat des rallyes asphalte mexicain: 2005;
- Champion du Mexique des Rallyes asphalte et terre: 2006 (avec TP Motorpsport; plus jeune champion jamais titré du championnat, à 21 ans);
- Champion du Mexique des Rallyes asphalte et terre: 2007 (véhicule personnel);
- Champion d'Espagne des voitures de Production: 2009;
- Champion d'Espagne des Rallyes terre: 2010;
- Champion du monde des rallyes P-WRC: 2012;

### Meilleur résultat en WRC
- 8e du rallye WRC du Mexique en 2013 (11e en 2011 et 2012, 13e en 2010, 14e en 2008 et vainqueur du Groupe B, 15e en 2010).

### Victoires en P-WRC
- 2012: Rallye du Mexique;
- 2012: Rallye d'Argentine;
- 2012: Rallye de Catalogne;

### Victoires en championnat d'Espagne des rallyes terre
- 2010: Rallye de Tierra Huelva la Luz;
- 2010: Rallye de Tierra de Cabanas;
- 2010: Rallye de Tierra de La Rioja I;
  - 2e du rallye de terre de Guijuelo en 2010;
  - 2e du rallye de terre de La Rioja II en 2010;
  - 3e du rallye de terre Pozoblanco II en 2010.

### Victoires en championnat du Mexique des rallyes
- 2006: 7 places dans les 5 premiers;
- 2007: Vainqueur de 6 des 7 épreuves proposées, à savoir:
- Rallye de Irapuato;
- Rallye Reto a las Alturas;
- Rallye 24 Horas;
- Rallye Sierra Brava;
- Rallye Mil Cumbres;
- Rallye Acapulco.
  - 2e du rallye 24 Horas en 2004 et 2006;
  - 2e du rallye de la Media Noche en 2004;

### Championnats régionaux mexicains
- 2006: Rallye de Infiernillo...